# Гжатський повіт
Гжатський пові́т — історична адміністративно-територіальна одиниця у складі Смоленської губернії Російської імперії. Повітовий центр — місто Гжатськ.

## Історія
Повіт утворено 1775 року під час адміністративної реформи імператриці Катерини II у складі Смоленського намісництва.
1796 — поновлено у складі відновленої Смоленської губернії.
Остаточно ліквідований 1928 року за новим адміністративно-територіальним розмежуванням.

## Населення
За даними перепису 1897 року в повіті мешкало 98 266 осіб (41 436 чоловіків та 56 830 — жінок), росіяни складали 99,2%. У повітовому місті Гжатську мешкало 6324 особи.

## Адміністративний поділ
На 1913 рік повіт поділявся на 23 волости:
- Будаєвська;
- Воронцовська;
- Вирубовська;
- Дятловська;
- Іванино-Купровська;
- Климовська;
- Клушино-Воробйовська;
- Коритовська;
- Липецька;
- Михайловська;
- Новопокровська;
- Острицька;
- Петропавлово-Глинковська;
- Пречистенська;
- Рождественська;
- Савинська;
- Самуйловська;
- Семеновська;
- Спаська;
- Столбово-Трубинська;
- Суботниковська;
- Чальско-Донська.